# ファロ (トランプゲーム)
ファロ（英語: Faro /ˈfɛr.oʊ/）は、トランプを使って行う賭博の一種である。ルールはきわめて単純で、ルーレットに似た、純粋に偶然に頼るギャンブルであるが、18世紀から19世紀にかけて欧米で流行した。カサノヴァの愛したゲームとして知られる。
現在はブラックジャックやバカラなど、ほかのゲームに押されて廃れてしまっているが、ファロの出てくる文学作品は数多い。

## 歴史
ファロはフランスで17世紀の終わりに、ヴェネツィアから伝わったバッセッタ（イタリア語: bassetta、フランス語: bassette）というゲームをもとに考案された。フランスではファラオン（Pharaon）すなわちファラオという名前で呼ばれていた。当時のフランスのトランプのキングの1枚がファラオの姿をしていたためにこの名がついたと言われる。
アメリカ合衆国には19世紀に伝わり、名前は短縮されて「ファロ (faro)」に変化した。かつてはカジノの主要なゲームのひとつであった。

## ルール

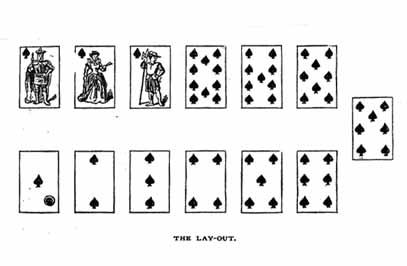
ファロのレイアウト

競技に参加する人数は何人でもよい。ひとりのバンカーと、それ以外の客によって遊ばれる。
通常の52枚のトランプを使用する。それとは別に、賭けるためのレイアウト用のカードとして、スペードの13枚を使用する。レイアウト用のカードは表向きにテーブルの上に並べられ、客はこの中の1枚にチップを置く。ファロではカードのスートには意味がなく、ランクだけが問題になる。
バンカーは、52枚のカードをシャッフルし、客のひとりがそれをカットする。バンカーはそのカードを裏向きの山札として自分の前に置く。
まず、バンカーは山札の1番上のカードを自分の左に表向きに出す。このカードはソーダ（soda）と言って、勝敗には無関係である。
バンカーは次の2枚のカードを表向きにする。1枚目は自分の右に、2枚目は自分の左に（ソーダの上に）置く。この2枚を出す行為をターン (turn) という。バンカーが右に出したカードのランクに賭けていた客は負けとなり、チップは没収される。左に出したカードのランクに賭けていた客は勝ちとなり、賭け金と同額をバンカーから得る。それ以外に賭けられていたチップはそこに置いたままになり、客が賭けを取り下げないかぎり、次回のターンに使われる。
右に出したカードと左に出したカードのランクが等しい場合は、スプリット (split) といって、そのランクに賭けていたチップの半額がバンカーのものになる（全額がバンカーのものになる方式もある）。
チップのやりとりが終わったら次のターンにはいり、これを山札がつきるまで繰り返す。ひとつのターンと次のターンの間に新たな賭け金を置くことも可能である。最後のターンのあと余った1枚 (hoc) は使用しない。
バンカーがそれまで何のカードを出したかは、ケースキープ (case keep) というアバカスのような道具に記録される。これによって、残りのカードにどのランクが何枚含まれているかを知ることができる。
残りが3枚だけになったら、その3枚がどの順序になっているかに賭けることができる。正確な順序を当てた人には賭け金の4倍が与えられる（当たる確率は1:6なので、この配当はバンカーにとって得になる）。ただし3枚のうち2枚が同じランクである場合は、与えられるのは2倍になる。
チップの上に「銅貨 (copper)」と呼ばれるトークンを置くと、右と左の意味が逆になることを意味する。すなわち、バンカーの右に出たカードと一致するときに勝ち、左に出たカードと一致するときに負ける。
実際には単一のカードに賭けるだけでなく、ルーレットと同様にさまざまな賭け方がある。またカジノではさまざまな専用の装置を使用することがあるが、省略する。

## ファロと数学
ファロやその前身のバッセッタでバンカーがどの程度有利かについては、何人かの数学者が興味を示している。
ダニエル・ベルヌーイの「Exercitationes Quaedam Mathematicae」(1724)がファロの確率の問題を含んでいるほか、オイラーも論文を書いている。

## 「スペードの女王」とファロ
プーシキンのスペードの女王は、ファロの勝負が作品全体の主要なテーマである。
最初の夜には右に9が、左に3が出る。ヘルマンは3に賭けていて勝つ。次の夜には右にJが、左に7が出る。ヘルマンは7に賭けていて勝つ。3回目には右にQが、左にAが出る。ヘルマンはAに賭けていて勝ったはずだったが、実際に賭けていたのはQであったため、全財産を失う。
この作品に出てくるファロは、レイアウトに使うカードを全員が共有するのではなく、各人が1スート13枚のカードを持っていて、その中から賭ける1枚を裏向きに出すもので、アメリカと異なりヨーロッパではこの方法が主流だった。
作品中のキーワードである「3-7-A(1)」という数字の並び自体がファロから来ているとも考えられる。賭けにあたった場合、儲けは賭け金と同額（1倍）だが、元手に儲けを加えてさらに賭けることができ（このような賭け方をパロリ (paroli) という）、そこで再びあたったら儲けは最初の賭け金の3倍になる。同じことをもう一度繰り返せば7倍になる。つまり当たるたびに「1-3-7-」と増えていく。

## その他の文学への影響
ファロの出てくる文学は多いが、日本ではファロになじみが少ないため、単に「カード賭博」などと翻訳されていることが多い。
- カサノヴァの「我が生涯の物語」にはファロに関する話が大量にある
- ホフマンの「賭事師の運」
- レールモントフの戯曲「仮面舞踏会」
- トルストイの「戦争と平和」では、ニコライがファロで43000ルーブリを失う。
- マスネーのオペラ「マノン」の第3幕第4場
- オッフェンバックのオペラ「ホフマン物語」の第4幕第1場
- プッチーニのオペラ「西部の娘」の第1幕